# Adémar de La Roche
Pour les articles homonymes, voir La Roche.
 (avril 2022).
Si vous disposez d'ouvrages ou d'articles de référence ou si vous connaissez des sites web de qualité traitant du thème abordé ici, merci de compléter l'article en donnant les références utiles à sa vérifiabilité et en les liant à la section « Notes et références ».
Adémar de La Roche (ou Amaury ou Esmerin) (v 952-av 1037) seigneur de La Roche, père de Foucauld Ier de La Roche, fondateur de la maison de La Rochefoucauld.

Armes de la maison de La Rochefoucauld.

## Biographie
Adémar de La Roche serait né vers 952[réf. nécessaire].
Son père lui aurait donné en apanage[Information douteuse] la seigneurie de La Roche où la famille construit le château de La Rochefoucauld.
Il épouse Alaïz avec qui il a pour enfants : 
- Foucauld Ier de La Roche (973-ap.1047)
- Géraud.

Adémar disparaît vers 1037. Son fils Foucauld Ier de La Roche lui succède comme seigneur de La Roche, fondateur de la famille qui prendra en 1063 (à l’avènement de Gui II) le nom de maison de La Rochefoucauld (par association de son nom « Foucauld » et de « La Roche »).

## Origines
Une légende voudrait qu'Adémar soit le fils du seigneur Hugues Ier de Lusignan (maison de Lusignan) et de la fée Mélusine (Mère Lusigne). Certaines sources[Lesquelles ?] indiquent plutôt que Hugues Ier serait le fils de Mélusine et de Raymondin, ce qui ferait d'Adémar le petit-fils de Mélusine.
Des historiens avancent aussi qu'il serait fils cadet du vicomte Géraud de Limoges (Liste des vicomtes de Limoges) et de Rothilde de Brosse, et donc frère du Ier vicomte Aimery Ier de Rochechouart, or les armoiries familiales ne vont pas dans ce sens et cette éventuelle filiation n'est pas prouvée par actes. Il en est de même pour l'hypothèse d'une filiation avec les Lusignan. Pour cette dernière les armoiries semblent proches mais cela n'indique pas nécessairement une origine commune. Les motifs héraldiques du blason des Lusignan ne sont d'ailleurs pas rares.